# شیو
شیو، روستایی در دهستان بهدشت بخش کوشکنار شهرستان پارسیان در استان هرمزگان ایران است.
این روستا در فاصله ۲۵ کیلومتری از شهر پارسیان قرار دارد.

## جمعیت
بر پایه سرشماری عمومی نفوس و مسکن در سال ۱۳۹۵، جمعیت این روستا برابر با ۵۴۷ نفر (۱۴۵ خانوار) بوده‌است.